# Provincia (storia romana)
La provincia era la più grande unità amministrativa dei possedimenti stranieri dell'antica Roma. Con la riforma amministrativa iniziata da Diocleziano, divenne una suddivisione amministrativa di terzo grado dell'Impero romano, ovvero una suddivisione delle diocesi imperiali (a loro volta suddivisioni delle Prefetture imperiali). L'odierno termine di uso generale provincia venne introdotto dai Romani.

## La creazione della prima "provincia" romana
La Sicilia fu annessa a Roma con uno status giuridico nuovo: quello di provincia. Questo termine originariamente rinviava a un mandato di governo più che a un'unità territoriale. Diversamente dalle città federate, dai municipi e dalle colonie, le province non godevano di autonomia politica, ma erano governate da consoli o pretori che avevano terminato il loro mandato (e perciò assumevano il nome di "proconsoli" o "propretori").
I provinciali dovevano pagare un tributo, la cui riscossione era appaltata dallo Stato romano a ricchi privati, detti publicani; questi gestivano anche i lavori pubblici (come per esempio la costruzione delle strade).
Le terre della provincia venivano espropriate e ridistribuite tra i Romani (anzitutto tra i veterani di guerra), ma talora venivano acquistate anche da ricchi possidenti (in genere patrizi), che creavano enormi latifondi, coltivati da schiavi.

## Province in età repubblicana
Il termine provincia, dopo gli ampliamenti del territorio della Repubblica tra la fine del III e il II secolo a.C., passò gradualmente a significare non più la sfera di competenza di un magistrato, ove egli potesse dispiegare il suo imperium (potere), ma il territorio sottomesso sul quale questi esercitava i propri poteri, al di fuori dell'Italia romana.
L'organizzazione dei nuovi territori annessi alla res publica romana veniva normalmente realizzata dal generale che li aveva conquistati, per mezzo di una lex provinciae ("legge della provincia" per la "redactio in formam provinciae" o "costituzione in forma di provincia"), emanata sulla base dei poteri che gli erano stati delegati con l'elezione alla carica, oppure da un autorevole esponente del senato insieme all'ausilio di una commissione di dieci/cinque altri senatori. La legge doveva, quindi, essere ratificata dal Senato, che poteva inoltre inviare delle commissioni di legati con poteri consultivi.
La legge poteva stabilire l'ordinamento definitivo. Il suo contenuto riguardava contenuti assai ampi: la struttura interna della provincia, suddivisa in circoscrizioni amministrative (spesso denominate conventus); il regime del suolo e il grado di autonomia delle città esistenti (soggette a seconda dei casi, alla giurisdizione del governatore provinciale); le forme di imposizione e il livello di tributo; eventuali limitazioni dei suoi abitanti (es. ius connubii o ius commercii); la composizione dei senati locali; la compatibilità tra lo status dei cittadini e la cittadinanza romana. Non sempre tuttavia la legge seguiva immediatamente alla conquista, soprattutto per le province annesse in epoca più antica.
Le province erano governate da magistrati appositamente eletti (pretori) o da consoli o pretori di cui veniva prolungata la carica (prorogatio imperii o "prolungamento del comando": proconsoli e propretori), coadiuvati per l'amministrazione militare e civile dai questori e da numerosi altri funzionari (cohors praetoria).
Nel periodo iniziale vennero considerate soprattutto territori di conquista e sottoposte a tributo (vectigal) e allo sfruttamento economico. Le condizioni dei sudditi erano tuttavia piuttosto varie, a seconda delle diverse condizioni di partenza e soprattutto nei casi in cui l'ampliamento territoriale era avvenuto in via pacifica, come per i testamenti regali che portarono all'acquisizione del regno di Pergamo, della Cirenaica, della Bitinia e dell'Egitto e nei quali si prevedeva il rispetto delle precedenti autonomie cittadine.
Le città conservarono in grado variabile la propria autonomia (spesso in relazione all'atteggiamento tenuto nei confronti del vincitore): civitates stipendiariae ("città stipendiarie") liberae ("libere"), o liberae et immunes ("libere ed esenti da imposta"), in entrambi i casi per concessione, sempre revocabile, da parte di Roma, o foederatae ("alleate") in forza di un patto. A queste si aggiunsero le colonie di cittadini romani o italici. L'organizzazione territoriale si articolava sulle città già esistenti, soprattutto nelle province orientali, mentre nelle province occidentali, dove le città erano più scarse, il territorio venne inizialmente articolato in distretti rurali, a fini essenzialmente tributari. La successiva fondazione sistematica di colonie e la concessione ad altre città dello status di municipio, favorì la romanizzazione dei territori conquistati.
Il governatore esercitava un potere assoluto (imperium) militare, amministrativo, finanziario e giuridico, sia penale che civile. La provincia era suddivisa in distretti giudiziari (conventus o diocesi), ciascuno con il proprio capoluogo: inizialmente si trattò delle tappe dell'itinerario che il governatore seguiva all'interno del territorio di sua competenza per esercitarvi le proprie funzioni giudiziarie.
All'inizio del proprio mandato, il governatore emanava un "editto provinciale", nel quale venivano fissati i modi della gestione delle proprie competenze, forse estensione ai cittadini romani residenti nella provincia del simile editto del pretore urbano.
Anche la proprietà del suolo e i modi dell'esazione tributaria variavano a seconda della situazione presente all'atto della conquista. Solo una parte del territorio veniva annessa direttamente come ager publicus populi romani e il suo sfruttamento era appaltato alle società di pubblicani (societates publicanorum), a cui più tardi venne appaltata anche la raccolta delle imposte.
A partire dalla seconda metà del II secolo a.C. l'iniziale linea politica di conservazione dello status quo e di neutralità formale viene progressivamente a modificarsi, in particolare in relazione con le lotte politiche romane e con il desiderio dei contendenti di creare un centro di potere personale attraverso il governo provinciale.

### Cronologia dell'istituzione delle province in epoca repubblicana

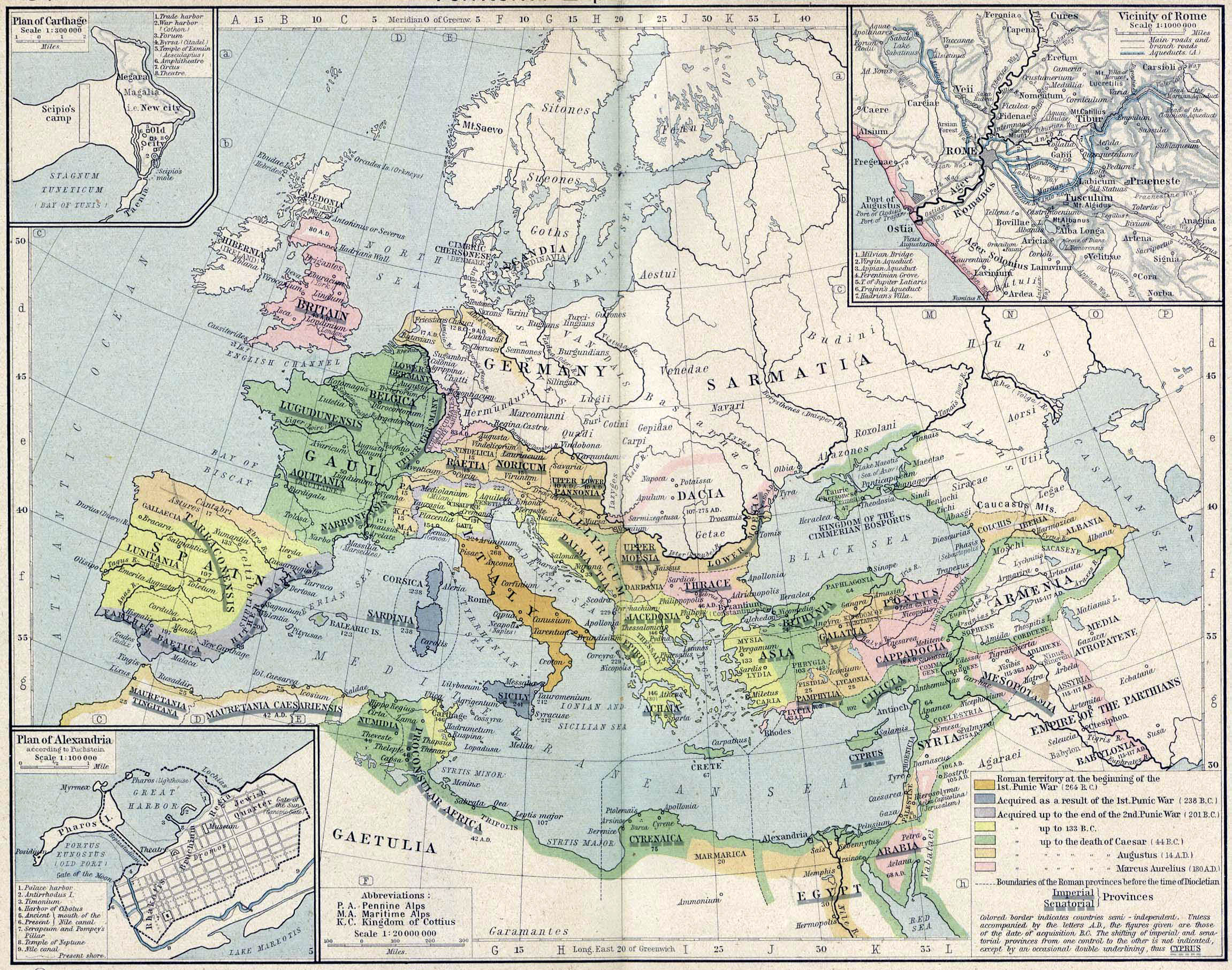
La formazione delle province romane: dalla Sicilia (241 a.C.) a quelle di Armenia, Mesopotamia e Assiria (115-117 d.C.).

- Sicilia (Sicilia): annessa come provincia nel 241 a.C. e con vari mutamenti di ordinamento fino alla lex Rupilia del 131 a.C.
- Sardegna e Corsica (Sardinia et Corsica): costituita dalla Sardegna, annessa nel 237 a.C. e dalla Corsica, annessa lo stesso anno.
- Spagna Citeriore (Hispania Citerior) e Spagna Ulteriore (Hispania Ulterior): annesse nel 218 a.C. e ufficialmente costituite come province nel 197 a.C. Le province ispaniche saranno diversamente riorganizzate dopo la definitiva pacificazione di tutta la penisola iberica sotto Augusto nel 27 a.C.
- Macedonia (Macedonia): conquistata nel 168 a.C. (battaglia di Pidna) e inizialmente divisa in quattro "repubbliche" formalmente indipendenti (con capitali Anfipoli, Tessalonica, Pella e Pelagonia) e costituita quindi come provincia nel 148 a.C. Dopo la conquista di Corinto nel 146 a.C., anche parte della Grecia venne probabilmente annessa alla nuova provincia di Macedonia, mentre la provincia separata (con il nome di Acaia, o Achaea) venne creata solo sotto Augusto (27 a.C.).
- Africa (Africa): creata nel 146 a.C. dopo la distruzione di Cartagine e in seguito ampliata con parti del regno di Numidia.
- Asia (Asia): creata nel 126 a.C. dopo la morte di Attalo III di Pergamo, che aveva lasciato in eredità allo stato romano il suo regno, ampliato con i territori ceduti dai Seleucidi dopo la pace di Apamea (188 a.C.).
- Gallia Transalpina (Gallia Transalpina): il territorio da Tolosa alle Alpi fu annesso intorno al 121 a.C. (e al 118 a.C. risale la fondazione della colonia di Narbona e il nuovo nome della provincia come (Gallia) Narbonense ((Gallia) Narbonensis).
- Gallia Cisalpina (Gallia Cisalpina): dopo la progressiva conquista del territorio e deduzione di colonie nel corso del III e II secolo a.C. la costituzione in provincia dovette avvenire poco dopo il conferimento della cittadinanza agli abitanti dell'Italia peninsulare nel 90 a.C. Nel 42 a.C. la provincia fu abolita e i confini settentrionali dell'Italia vennero portati ufficialmente alle Alpi.
- Cirene e Creta (Cyrene et Creta): nel 96 a.C. Tolomeo Apione, figlio di Tolomeo VII, lasciò il proprio regno di Cirenaica in eredità allo stato romano e la costituzione in provincia avvenne nel 74 a.C. Nel 67 a.C. venne annessa anche Creta e sotto Augusto nel 27 a.C. le due province vennero riunite.
- Bitinia e Ponto (Bythinia et Pontus): nel 74 a.C. Nicomede IV lasciò in eredità allo stato romano il proprio regno di Bitinia; dopo la terza guerra mitridatica e la sconfitta del Ponto, Pompeo creò la nuova provincia nel 63 a.C.
- Cilicia e Cipro (Cilicia et Cyprus): secondo alcune opinioni la Cilicia era stata già annessa dal 101 a.C.-100 a.C., ma venne creata probabilmente come provincia solo dopo il 67 a.C. da Pompeo. Dal 58 a.C. vi fu annessa anche l'isola Cipro in seguito al discusso testamento di Tolomeo Alessandro (morto nell'88 a.C.). Nel 36 a.C. fu soppressa da Marco Antonio e ricreata dopo la battaglia di Azio del 31 a.C. Le due province furono divise sotto Augusto nel 22 a.C.
- Siria (Syria): deposto l'ultimo sovrano seleucide, Antioco XIII, Pompeo creò la nuova provincia nel 64 a.C.

### Nuove conquiste nel periodo tra Cesare e Augusto
Durante le conquiste di Cesare (58-51 a.C.), le esistenti province della Gallia Transalpina e Cisalpina erano state riunite sotto il suo comando, e vi si erano aggiunti man mano i territori conquistati della cosiddetta Gallia Comata. Le province galliche furono riorganizzate solo sotto Augusto, tra il 27 e il 16 a.C.
L'Illirico (Illyricum), analogamente alla Macedonia, era stato diviso in quattro "repubbliche" formalmente indipendenti nel 168 a.C. La Dalmazia, dopo una serie di lotte condotte a partire dalla metà del II secolo a.C., si era arresa a Cesare nel 46 a.C. Una nuova provincia sarà creata solo nel 27 a.C. da Augusto. Anche la Grecia sarà costituita come provincia separata con la riforma augustea (Acaia).
In Palestina Pompeo mise fine nel 63 a.C. al regno di Giudea degli Asmonei, mentre Ircano II governò come "etnarca" e "sommo sacerdote". Governarono quindi la Giudea Erode Antipatro, Erode il Grande, che riebbe il titolo di re, e i tre figli di quest'ultimo, Erode Archelao, Erode Antipa ed Erode Filippo.
Dopo la battaglia di Tapso (46 a.C.) il regno di Numidia fu suddiviso tra il regno di Mauretania e la nuova provincia dell'Africa Nova, mentre la vecchia provincia d'Africa prese il nome di Africa Vetus. Le due province furono nuovamente riunite sotto Augusto, riprendendo la denominazione ufficiale di "Africa" o anche "Africa Proconsolare". Il regno di Mauretania, lasciato in eredità nel 33 a.C. allo stato romano dal re Bocco II, venne in seguito assegnato nel 25 a.C. al re Giuba II, della famiglia reale numida, e rimase quindi formalmente indipendente fino al 40.

## La riforma augustea

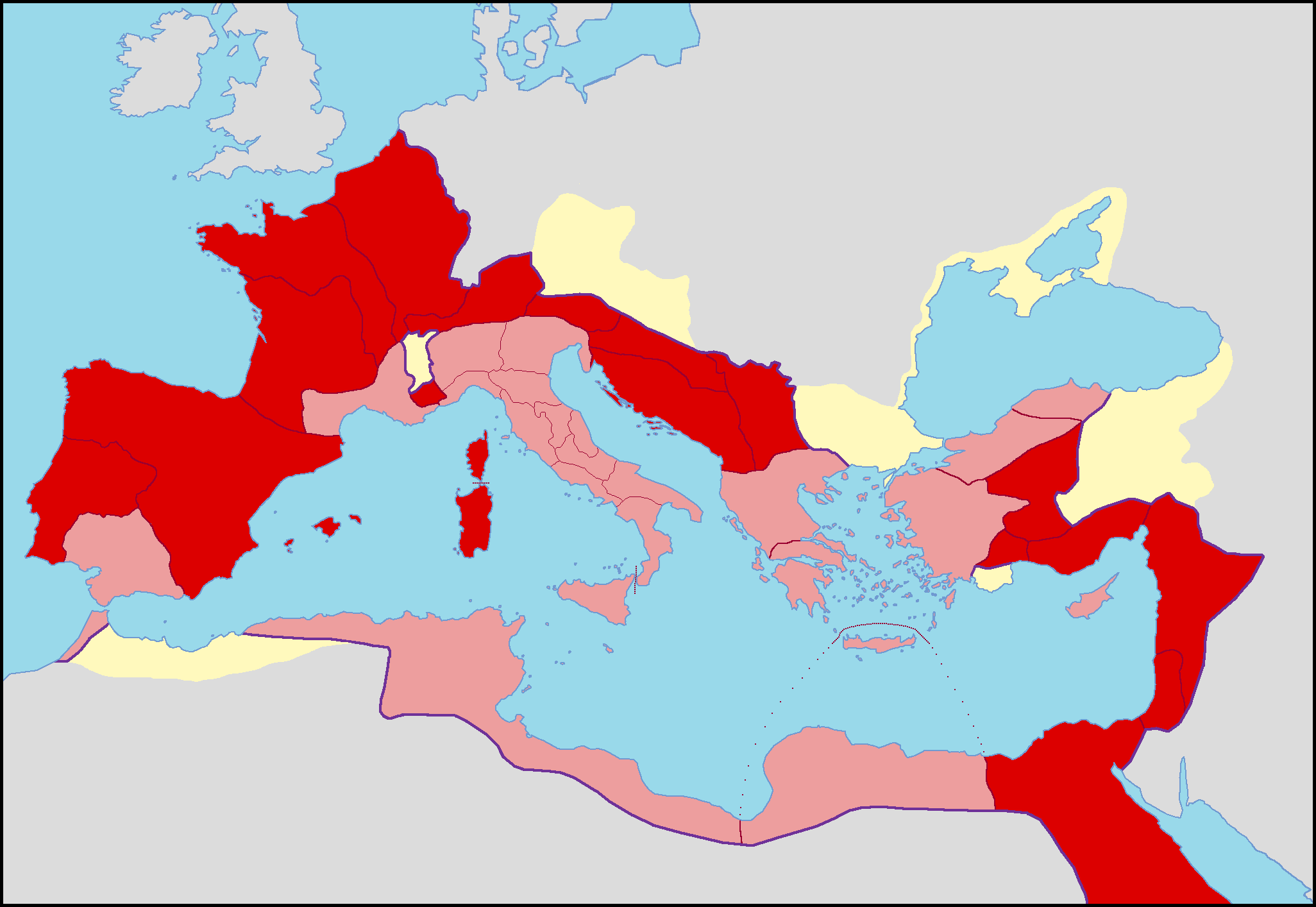
Province senatorie (in rosa) ed imperiali (in rosso) nel 14, sotto Augusto. In giallo i regni clienti di Roma.

Con l'avvento del principato di Augusto l'amministrazione provinciale venne riorganizzata. 
(Svetonio, Augustus, 47.)
Alcune province, in genere quelle di più antica annessione e ormai pacificate, nelle quali non era necessaria la presenza di legioni, furono affidate al controllo del Senato (province senatorie) e furono rette secondo il modello di epoca repubblicana da proconsoli e propretori, eletti per un anno. A questi si affiancavano questori per l'amministrazione finanziaria e ai procuratori imperiali, che si occupavano dell'amministrazione delle proprietà del principe (res Caesaris).
Le altre province (province imperiali), che necessitavano per la difesa di uno stabile presidio legionario o che erano di fondamentale importanza per le finanze dello Stato, rimasero sotto il diretto controllo dell'imperatore, in forza dell'imperium proconsulare maius che gli era stato attribuito a vita, consistente nei poteri proconsolari generici, con prevalenza sugli altri proconsoli. Nelle province l'imperatore inviava un proprio rappresentante, il legatus Augusti pro praetore un ex pretore o un ex console, nominato al di fuori del cursus honorum e per un periodo di tempo variabile, secondo la volontà dell'imperatore. Al legato era affiancato un procurator Augusti preposto alla riscossione tributaria e al pagamento del soldo all'esercito, nonché un legatus legionis per ogni legione presente sul territorio (qualora ce ne fosse più d'una).
Faceva eccezione l'Egitto, che era governato da un prefetto di rango equestre (praefectus Alexandreae et Aegypti come cita la stele di File), direttamente nominato dall'imperatore. Il primo prefetto fu il poeta e praefectus fabrum di Ottaviano, Gaio Cornelio Gallo. La scelta fu dettata dal momento in cui il paese nilotico entrò a far parte dell'Impero, momento (30 a.C.) che coincideva con l'apice della guerra civile fra Ottaviano ed Marco Antonio. Le ricchezze granarie d'Egitto, uniti ai timori di Ottaviano verso il ceto senatorio, contribuirono a dare all'Egitto questo originale e rivoluzionario statuto. L'Egitto, pur rimanendo sino a Settimio Severo e all'istituzione della prefettura di Mesopotamia l'unica provincia equestre con un acquartieramento legionario, fu il prototipo delle future province procuratorie nate con Claudio. L'Egitto fu sempre considerato dai Romani una provincia, e non, come la storiografia ottocentesca voleva, un dominio privato di Augusto. Quest'ultima teoria, detta della "Personalunion", è stata infatti definitivamente superata negli studi di settore, come nelle opere enciclopediche.
Dall'età di Claudio nacquero le province di rango procuratorio, rette da un procurator Augusti. Questi territori di nuova acquisizione, anche di grandi estensioni (Cappadocia), ma con poco se non inesistente tessuto urbano, erano rette da un procuratore di rango equestre, a cui l'imperatore affidava la provincia a tempo indeterminato. Tale funzione è detta nella storiografia moderna, "procuratela presidiale" al fine di distinguerla dalla "procuratela finanziaria" che costituiva l'altra funzione che caratterizzava la carriera equestre nell'Alto impero. Queste funzioni comparivano indistintamente nel cursus honorum di un cavaliere. Il titolo era procurator Augusti. Le province procuratorie non avevano di norma stanziamenti legionari; quando questo accadeva il procuratore riceveva il titolo di procurator pro legato. L'esercito stanziato in questa categoria di province era costituito solo da truppe ausiliarie. Il procuratore presidiale era il massimo responsabile di ogni aspetto del potere di Cesare nella provincia di competenza: amministrazione, difesa, giustizia e, a differenza delle altre categorie di province (senatorie e legatarie), anche tributaria. Al tempo di Nerone erano province procuratorie la Rezia, il Norico, la Mauretania Tingitana, la Mauretania Cesarense, le Alpi Marittime, le Alpi Cozie, le Alpi Pennine, la Tracia, la Cappadocia, la Giudea, la Sardegna e Corsica.
Le province potevano passare, a seconda delle necessità contingenti, da senatorie a imperiali o viceversa. L'imperatore manteneva comunque il controllo anche sull'amministrazione delle province senatorie e interveniva spesso nella nomina dei governatori. Il numero e la dimensione delle province subì mutamenti in base alla politica interna romana: le province più grandi o con più legioni (ad esempio la Pannonia e la Mesia) vennero suddivise in province più piccole, allo scopo di evitare che un unico governatore avesse troppo potere nelle sue mani, e fosse tentato di sfruttare il proprio potere per impadronirsi del trono imperiale.
Il regime tributario fu in molti casi differente: le province senatorie erano sottoposte allo stipendium, una somma fissa raccolta autonomamente dalle singole città, mentre le province imperiali, in analogia alla situazione ereditata dall'Egitto tolemaico, furono sottoposte ad una rilevazione catastale, con il tributo che ricadeva direttamente sul suolo e sui singoli proprietari, sempre fatte salve le autonomie cittadine. Sui cittadini romani gravano invece le tasse sulle manomissioni, sulle vendite all'asta e la vicesima hereditatum (tassa di successione). Progressivamente la riscossione delle imposte viene sottratta alle società di pubblicani e organizzata direttamente dai funzionari imperiali.
In particolare nelle province orientali, eredi dei regni ellenistici, si sviluppò il culto dell'imperatore vivente e dei suoi familiari, come segno di lealismo, organizzato in forma ufficiale da associazioni di culto provinciali. In occidente si diffuse in modo analogo il culto dell'imperatore divinizzato dopo la sua morte, ugualmente organizzato in forma ufficiale dai concilia provinciae e con appositi flamine (cariche sacerdotali).
Proseguì la tradizionale politica di protezione delle élite cittadine, sebbene le autonomie delle città si andassero progressivamente riducendo. Le città facevano a gara nell'abbellirsi con opere pubbliche, causando a volte crisi nelle finanze locali: queste comportarono l'invio, prima saltuario e poi permanente di funzionari imperiali con funzioni di controllo e le città si ridussero progressivamente ad organi periferici dell'amministrazione imperiale. In occidente, dove l'organizzazione urbana era più carente, proseguì la creazione di nuove città, in genere centri di un territorio che rispettava la preesistente organizzazione tribale. Le élite cittadine furono progressivamente assimilate, con il conferimento dello ius Latii o del titolo di municipium civium Romanorum e con la creazione di colonie.
Nelle province di confine (Germania inferiore e superiore, Dalmazia, Mesia e Pannonia) la romanizzazione si basò sugli stanziamenti delle legioni, intorno ai cui accampamenti si crearono insediamenti (canabae) che si andavano trasformando in vere e proprie città.

### Nuove province in età imperiale
I confini vennero resi stabili e fissati sui fiumi Reno (dopo il disastro di Varo), Danubio ed Eufrate (benché poi in parte superato come per la Mesopotamia) e le successive espansioni furono basate su esigenze difensive di tali confini, mentre le enclavi ancora formalmente indipendenti vennero progressivamente inserite nell'organizzazione provinciale.
L'Egitto (Aegyptus) era stato lasciato a Roma per testamento dal re Tolomeo XI Alessandro, durante il suo brevissimo regno nell'80 a.C., ma la sua diretta annessione fu ritardata. Dopo la sconfitta di Cleopatra e Marco Antonio nella battaglia di Azio del 31 a.C., l'Egitto divenne una provincia equestre, con un prefetto munito di imperium che agiva come suo rappresentante: il praefectus Alexandreae et Aegypti. La provincia era costituita nell'aprile del 29 a.C. (Iscrizione di File); la costituzione formale, tuttavia, risale senza dubbio al 30 a.C.
Le operazioni di guerra contro le popolazioni illiriche, erano affidate in epoca repubblicana ai governatori della Macedonia o della Gallia Cisalpina e la provincia dell'Illirico (Illyricum) venne creata solo nell'ambito della riforma augustea. Inizialmente provincia senatoria, fu passata a provincia imperiale nell'11 a.C. La regione venne definitivamente sottomessa nel 9 d.C. da Tiberio e la provincia fu progressivamente suddivisa, prima con la creazione della Mesia, e quindi con la suddivisione in Illirico superiore (poi Dalmazia, Dalmatia) e inferiore (poi Pannonia (Pannonia), a sua volta più tardi suddivisa in Pannonia superiore e inferiore). La Mesia conservò fino alla conquista della Dacia sotto Traiano il carattere di terra di occupazione militare a difesa dei confini.
La Tracia, monarchia formalmente indipendente sotto gli Odrisi venne istituita come provincia procuratoria sotto Claudio nel 44-46 e vi fu annesso il Chersoneso Tracico, distaccato dalla Macedonia.
In Asia Minore diversi stati cuscinetto, creati al momento della conquista, vennero progressivamente annessi e organizzati in province, le quali subirono nel tempo diverse variazioni di confine, riunioni e separazioni: la Galazia (Galatia), venne annessa nel 25 a.C., alla morte del re Aminta. Vi venne unito il regno del Ponto Polemoniaco, dopo la morte dell'ultimo re Polemone II e la Cappadocia, nel 17, dopo la deposizione del re Archelao, più tardi nuovamente distaccata come provincia autonoma. Sempre sotto Claudio, nel 43, perse la sua indipendenza anche la Licia, unita alla Panfilia (staccata dalla Galazia) nella nuova provincia di Licia e Panfilia.
Erode il Grande governò la Palestina come re a partire dal 37 a.C.: alla sua morte nel 4 a.C. il regno venne diviso tra i tre figli e nel 6 venne creata la prefettura di Iudaea, non una provincia autonoma, ma un distretto sottoposto all'autorità del legato di Siria. Il titolo di Ponzio Pilato (e degli altri reggenti romani della regione) era praefectus e non, come erroneamente riportato da Tacito, procurator (iscrizione di Cesarea marittima). Tra il 38 e il 41 Erode Agrippa I, un nipote del primo Erode, ottenne il titolo di re e acquisì progressivamente i territori del regno, compresa la prefettura di Giudea. Alla sua morte nel 44 l'intero regno fu trasformato definitivamente in provincia autonoma, retta da un procurator Augusti. Dopo la ribellione del 66-73, con la distruzione di Gerusalemme, il governatore fu un legato imperiale. Un'altra rivolta ebraica si diffuse nelle diverse regioni dell'impero tra il 114 e il 117 e un'altra grande rivolta guidata da Bar Kokhba nel 132-136 in seguito alla fondazione della Colonia Iulia Aelia Capitolina sul sito di Gerusalemme.
Le regioni montuose della Spagna settentrionale furono definitivamente sottomesse tra il 27 e il 25 a.C. (Asturia e Galizia) e il territorio venne riorganizzato: alle province repubblicane si sostituirono tre nuove province, ovvero Betica, Tarraconense e Lusitania. Tra il 27 e il 16 a.C. vennero inoltre riorganizzati i territori conquistati da Cesare nelle Gallie: alla Gallia Transalpina, ora Gallia Narbonense (Gallia Narbonensis) si aggiunsero le Tres Galliae: l'Aquitania (Aquitania), la Gallia Belgica (Gallia Belgica) e la Gallia Lugdunense (Gallia Lugdunensis).
L'annessione dei territori delle Alpi proseguiva la politica repubblicana a difesa dell'Italia: il Norico (Noricum) venne conquistato, sembra in modo pacifico, nel 16 a.C. e inizialmente si conservò formalmente la monarchia locale nella capitale, l'oppidum di Noreia. La provincia procuratoria del Norico fu creata da Claudio. La Rezia (Raetia) fu pacificata a partire 15 a.C., mediante due spedizioni condotte da Druso e da Tiberio. La provincia procuratoria di Raetia venne creata anch'essa da Claudio. Inizialmente comprendeva anche le Alpi Pennine (Vallis Poenina o Alpes Poeninae), al più tardi staccatasi e riunitisi con le vicine Alpes Aterctianae (Graiae) con Settimio Severo. Le Alpi Marittime (Alpes Maritimae) e le Alpes Cottiae furono organizzate in province solo con Nerone per assicurare le comunicazioni con la Gallia attraverso i passi alpini e il controllo del portorium, il diritto per il passaggio: il trofeo di La Turbie, che celebra le vittorie contro le tribù alpine, elenca le genti sconfitte nei due distretti. Il regno dei Cozii di Cozio, che si era sottomesso pacificamente ai Romani, si mantenne infatti sino a Nerone, sotto la denominazione di prefettura.

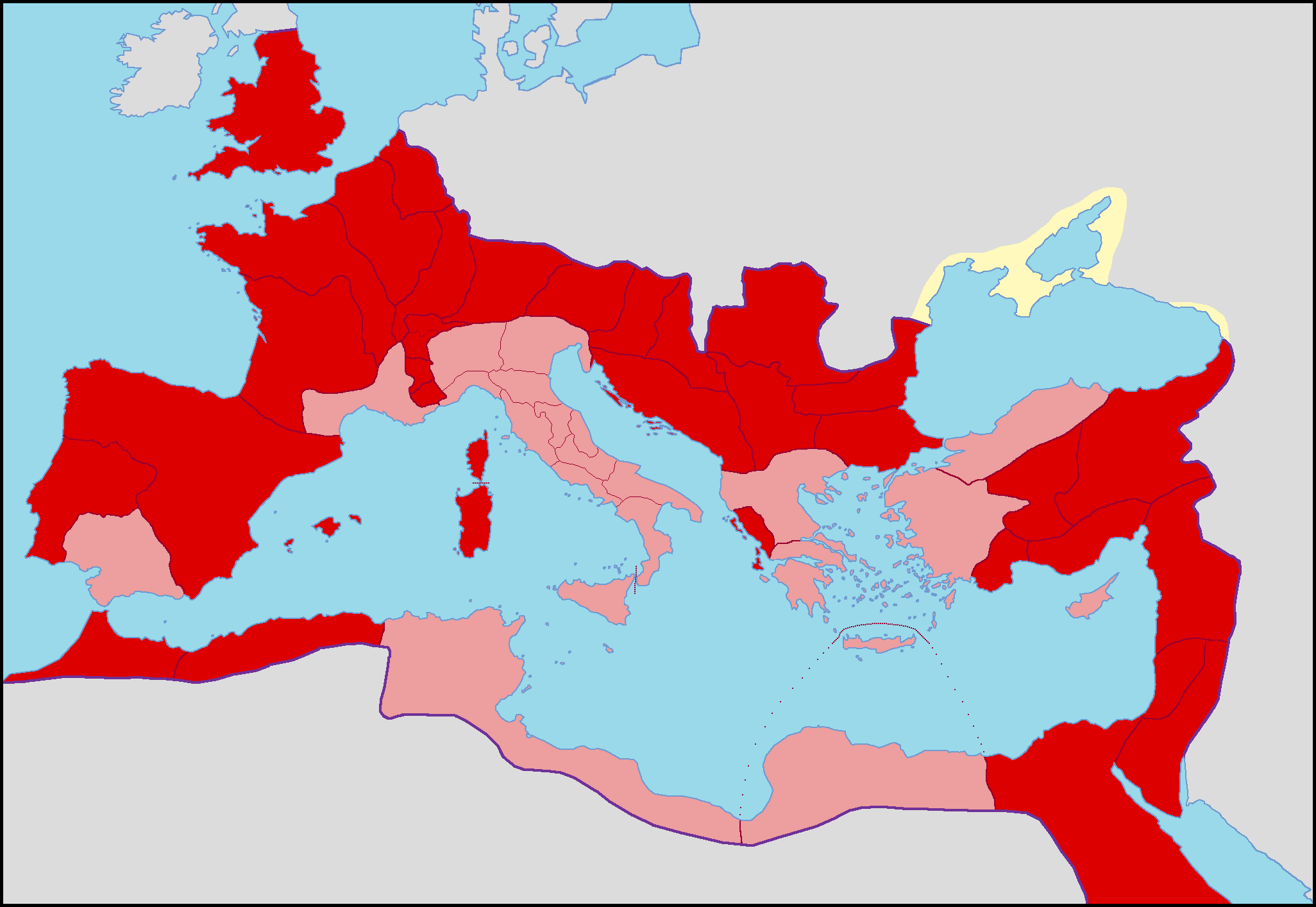
Province senatorie ed imperiali nel 120, sotto Adriano dopo l'annessione della Dacia.

La creazione delle due province germaniche (Germania superiore, o Germania superior, e Germania inferiore, o Germania inferior) fu determinata dal fallimento dell'intenzione di augustea di portare il confine fino al fiume Elba, evidenziata dalla disfatta di Varo. Gli Agri Decumates, oltre il Reno vennero annessi abbastanza pacificamente da Domiziano alla Germania superiore nell'83. Le due province furono essenzialmente territori di occupazione militare a difesa dei confini.
La Dacia venne conquistata nel corso di due campagne militari condotte da Traiano contro il re Decebalo (101-102 e 105. La creazione delle province procuratorie della Dacia, avvenne durante il principato di Adriano: la Dacia Inferior, istituita in un tempo successivo al 120 rimase procuratoria fino al 169 (negli ultimi anni chiamata Malvensis), mentre la Dacia Porolissensis fu elevata a provincia nel 119-123 e rimase tale fino al 168, quando assieme all'altra provincia sorella della Dacia Inferior, fu ridotta semplice distretto finanziario sotto il comando del legato della Dacia superior, nel frattempo diventato legato delle tre Dacie.
Dopo un primo velleitario tentativo sotto Caligola, la Britannia venne annessa sotto Claudio nel 43, probabilmente per controllare un territorio che poteva rappresentare un pericolo per le province galliche.

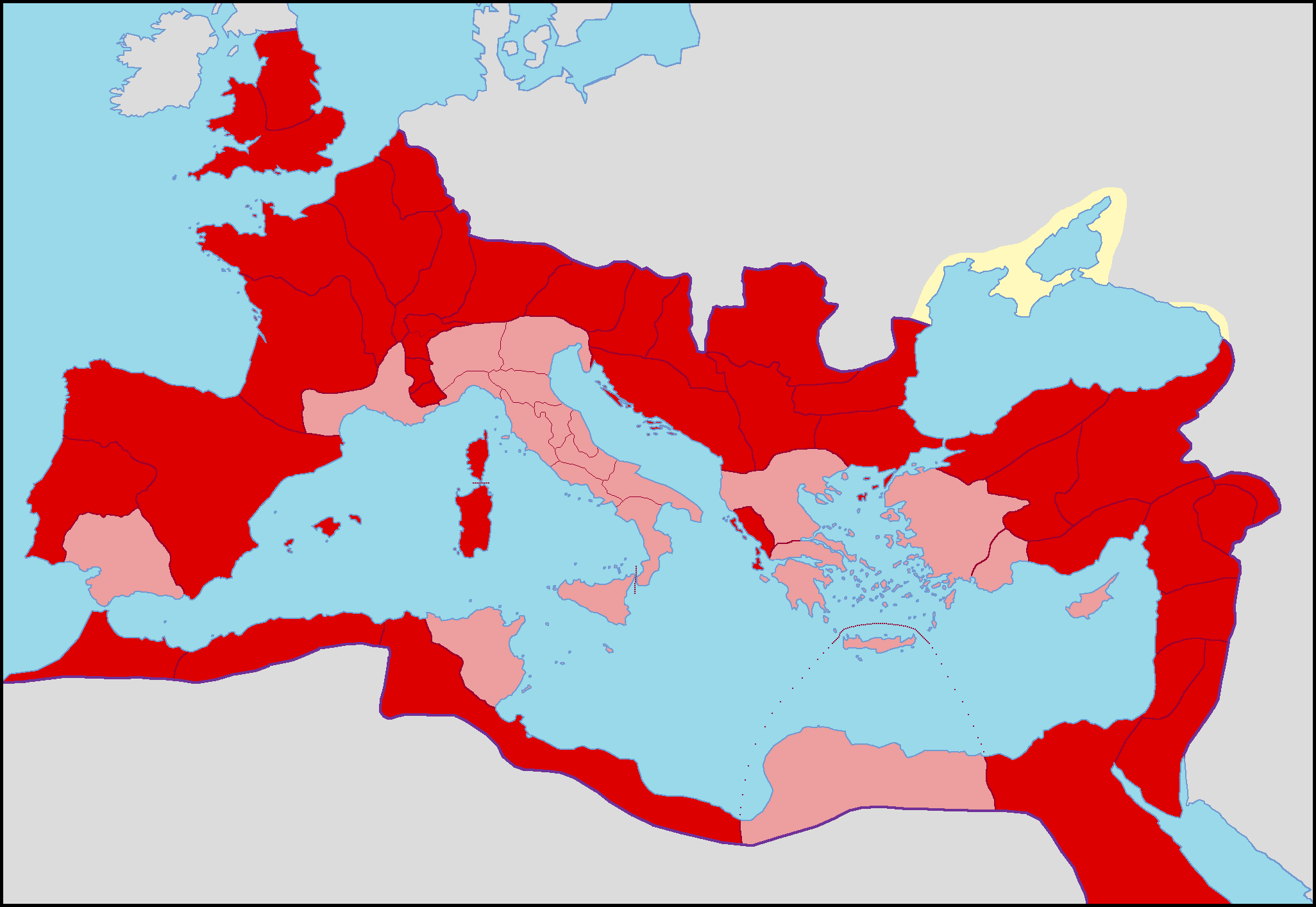
Province senatorie ed imperiali nel 210, sotto Settimio Severo con l'annessione della Mesopotamia.

Il regno di Mauretania venne acquisito sotto Caligola, che ne fece uccidire nel 40 l'ultimo re Tolomeo. Claudio ne organizzò i territori nelle due province imperiali, rette da procuratori, della Mauretania Caesariensis e della Mauretania Tingitana.
La provincia di Mesopotamia. Venne fondata nel 115 a seguito della campagna contro i Parti di Traiano: il territorio conquistato venne suddiviso in province, e la Mesopotamia venne istituita facendovi rientrare il territorio della moderna Siria a oriente dell'Eufrate e quello dell'Iraq settentrionale. Il primo governatore fu Decimo Terenzio Scauriano.. Fu abbandonata da Adriano soli due anni più tardi nel 117.
La Mesopotamia settentrionale tornò di nuovo sotto il controllo romano in seguito alle campagne partiche di Lucio Vero del 163-166, almeno fino al regno di Commodo. Perduta nuovamente attorno al 192, fu riconquistata da Settimio Severo nel 197 e posta sotto il governo di un prefetto di rango equestre, il Praefectus Mesopotamiae, creato sul modello del prefetto d'Egitto. Nella provincia furono dislocate due legioni appena formate: la I Parthica e la III Parthica.
Vi fu anche un tentativo di occupazione della Germania Magna nella sua parte meridionale (Marcomannia) e della Sarmatia da parte di Marco Aurelio durante gli anni delle guerre marcomanniche (attorno al 179-180) che svanì con l'abbandono dei territori a nord del Danubio sotto il figlio Commodo.

### L'Italia

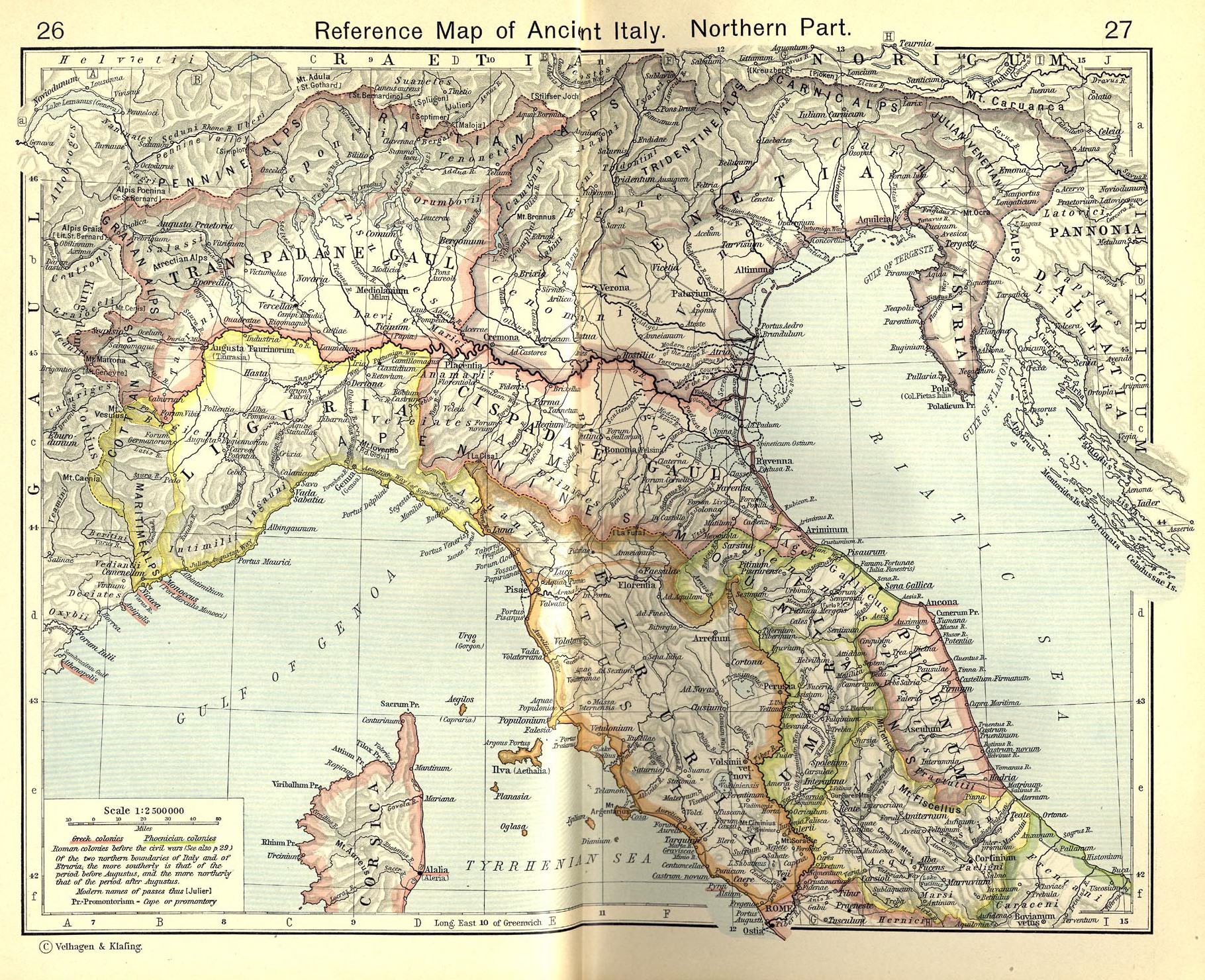
Carta del nord Italia in epoca augustea

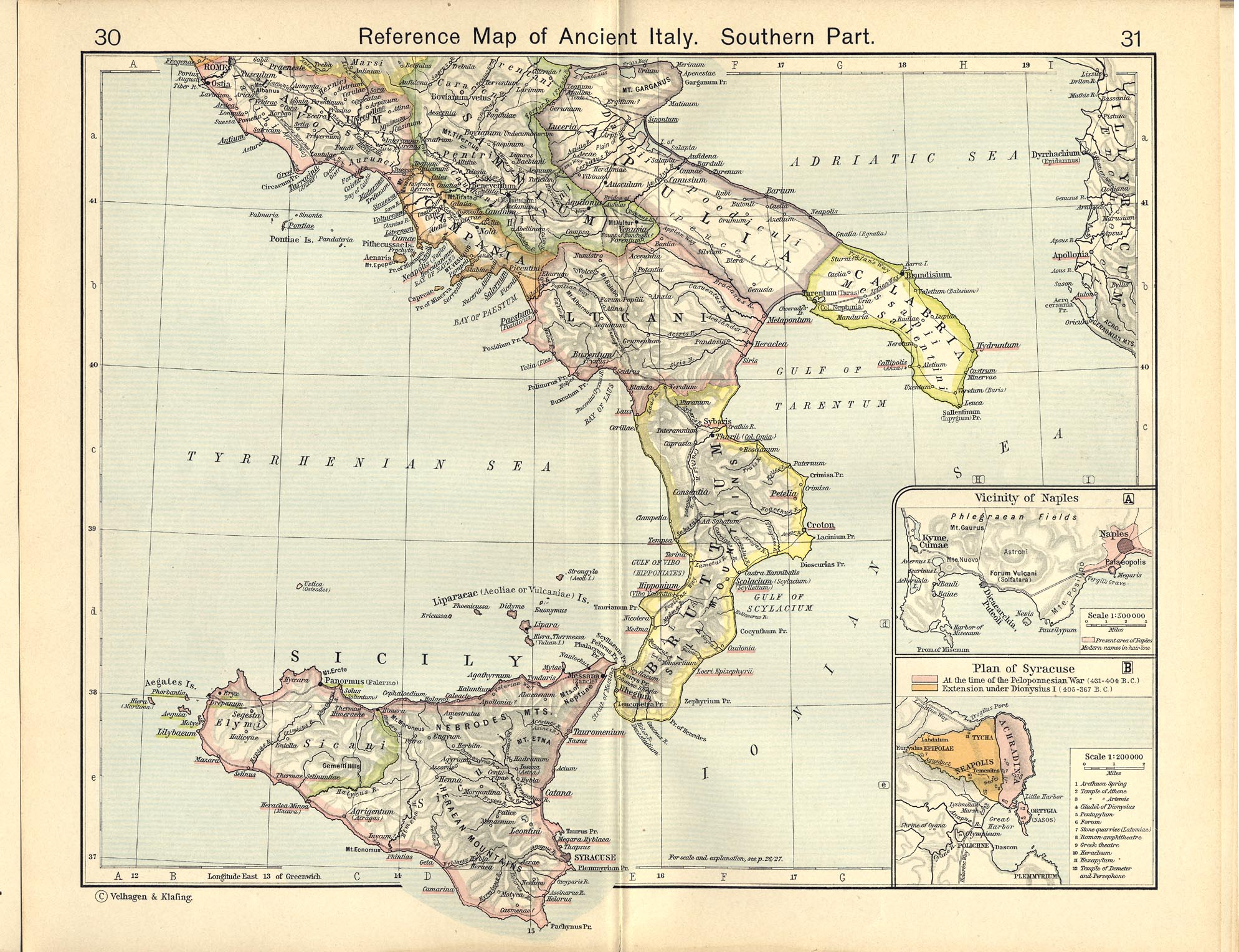
Carta del sud Italia in epoca augustea

L'Italia (escludendo le isole maggiori) costituiva il territorio di Roma (ager romanus) e in quanto tale non era una provincia. Durante il principato di Augusto venne suddivisa al suo interno in undici Regiones (Latium et Campania; Apulia et Calabria; Lucania et Bruttium; Samnium; Etruria; Picenum; Umbria; Aemilia; Venetia et Histria; Liguria; Transpadana).
Gli abitanti liberi della Penisola erano tutti cittadini romani e non pagavano l'imposta fondiaria (Ius Italicum), riservata invece ai cittadini dei territori provinciali, che erano considerati proprietà del popolo romano; e questa prerogativa andava riconosciuta attraverso il pagamento dell'imposta fondiaria.

### Elenco delle province dell'impero
- Gallia: suddivisa in IV Provinciae con 64 Civitates e XV tribù confederate
  - Aquitania (Gergovia)
  - Lugdunensis (Lutetia Parisiorum)
  - Belgica (Durocortorum Remorum) con la temporanea occupazione del litorale germanico (12 a.C.-9 d.C.)
  - Narbonensis (Massilia), provincia senatoria
- Hispania: distinta in Ulterior e Citerior e suddivisa in IV Provinciae
  - Baetica: provincia senatoria con IV distretti (Corduba, Gades, Astigi, Hispalis)
  - Lusitania: con III distretti (Emerita, Pax Iulia, Scallabis e distretto autonomo di Vettonia)
  - Tarraconense: distinta in Transmontana e Augustana (Asturica Augusta)
- Sicilia: provincia senatoria (Syracusae)
- Sardinia et Corsica: provincia senatoria (Caralis)
- Dalmatia poi suddivisa in
  - Illyricum: provincia senatoria o Dalmatia propriamente detta (50 d.C.)
  - Superius Illyricum (Salonae)
- Alpes
  - Maritimae (Forum Germanorum)
  - Cottiae: II distretti (Segusio, Eburodunum)
  - Graiae et Poeninae: III distretti (Medullia/Forum Iulii, Ceutronia/Axima, Poeninae/Drusomagus)
- Raetia et Vindelicia (Augusta Vindelicorum)
- Pannonia o Inferius Illyricum poi distinta in
  - Inferior (Aquincum)
  - Superior (Carnuntum)
- Noricum (Virunum), con i distretti Superior (Lauriacum) e Inferior (Vindobona)
- Moesia
  - Superior (Naissus)
  - Inferior (Oescus)
- Macedonia: provincia senatoria e temporaneamente imperiale (Thessalonica) costituita da IV confederazioni tribali; dal 148 è unita all'Achaia

## Le riforme di Diocleziano

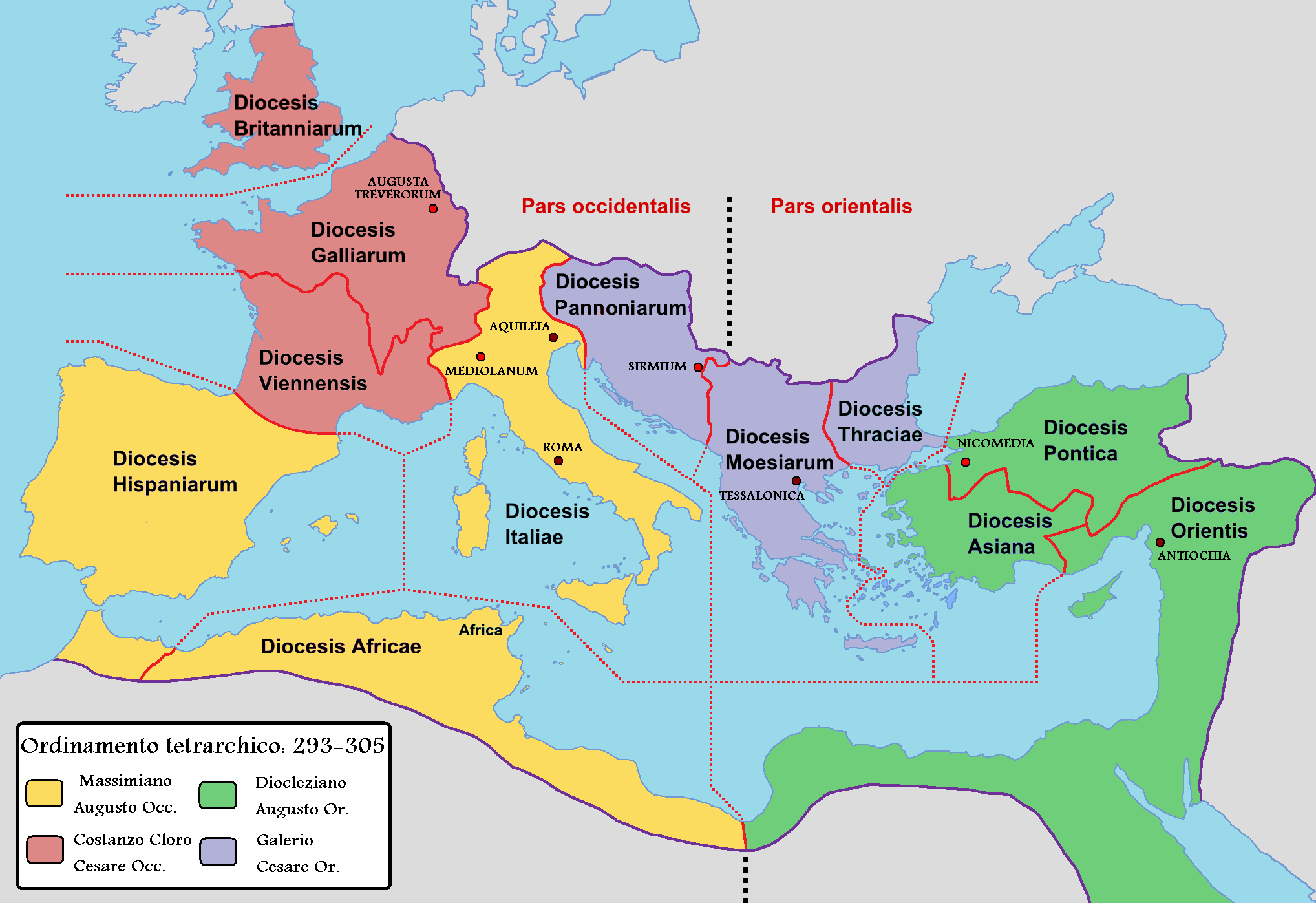
La nuova divisione territoriale del sistema tetrarchico, promossa da Diocleziano (300 ca.).

L'imperatore Diocleziano decise di intraprendere una riforma radicale dell'impero nota come Tetrarchia (284-305); egli divise l'impero in quattro parti, ognuna difesa e amministrata da un Augusto o da un Cesare (che era subordinato agli Augusti). Alla morte o all'abdicazione dei due Augusti, i due Cesari diventavano Augusti e designavano altri due Cesari. Negli anni 290, Diocleziano suddivise l'Impero in almeno un centinaio di province, e la stessa Italia fu suddivisa in province. Le province vennero a loro volta raggruppate in (originariamente dodici) diocesi, ognuna governata da un agens vices praefectorum praetorio o semplicemente vicario (vicarius), sottoposto al prefetto del pretorio (alcune diocesi, peraltro, potevano essere governate direttamente dal prefetto del pretorio). Il vicario controllava i governatori delle province (variamente denominati: consulares, correctores, praesides) e giudicava in appello le cause già decise in primo grado dai medesimi (le parti potevano scegliere se appellarsi al vicario o al prefetto del pretorio). Si sottraevano dalla giurisdizione del vicario le province governate da proconsoli e le città di Roma e di Costantinopoli, governate da un praefectus urbi. I vicari non avevano poteri militari, infatti le truppe stanziate nella diocesi erano sotto il comando di un comes rei militaris, che dipendeva direttamente dal magister militum e aveva alle sue dipendenze i duces ai quali era affidato il comando militare nelle singole province.
Qui sotto si riporta la prima riorganizzazione voluta da Diocleziano con la tetrarchia, divisa in 12 diocesi, di cui 6 in Occidente e 6 in Oriente.
| Tetrarchi                              | Diocesi                 | Province (durante la Tetrarchia di Diocleziano) |
| -------------------------------------- | ----------------------- | --- |
| Oriente                                |                         | |
| Augusto d'Oriente (capitale Nicomedia) | Diocesi Pontica         | Bitinia, Galazia, Paflagonia, Cappadocia, Diosponto, Ponto Polemoniaco, Armenia Minore |
| Augusto d'Oriente (capitale Nicomedia) | Diocesi Asiana          | Ellesponto, Asia, Caria, Panfilia, Licia, Lidia, Pisidia, Frigia I, Frigia II, Insulae. |
| Augusto d'Oriente (capitale Nicomedia) | Diocesi d'Oriente       | Isauria, Cilicia, Cipro, Augusta Eufratense, Siria Coele, Osroene, Mesopotamia, Fenicia, Augusta libanese, Palestina, Arabia, Egitto Erculeo, Egitto Giovio, Tebaide, Libia superiore, Libia inferiore. |
| Cesare d'Oriente (capitale Sirmio)     | Diocesi delle Pannonie  | Norico ripariense, Norico mediterraneo, Dalmazia, Pannonia superiore, Pannonia inferiore, Savense, Valeria.                                                                                             |
| Cesare d'Oriente (capitale Sirmio)     | Diocesi delle Mesie     | Mesia Superiore Margense, Prevalitana, Dardania, Dacia, Epiro vecchio, Epiro nuovo, Macedonia, Tessaglia, Acaia, Creta.                                                                                 |
| Cesare d'Oriente (capitale Sirmio)     | Diocesi della Tracia    | Europa, Tracia, Emimonto, Rodope, Mesia Inferiore, Scizia. |
| Occidente                              |                         | |
| Augusto d'Occidente (capitale Milano)  | Diocesi Italiciana      | Campania, Apulia et Calabria, Lucania et Bruttii, Flaminia et Picenum, Tuscia et Umbria, Liguria et Aemilia, Venetia et Histria, Sicilia, Sardegna, Corsica, Alpes Cottiae, Raetia.                     |
| Augusto d'Occidente (capitale Milano)  | Diocesi d'Africa        | Africa proconsulare zeugitana, Byzacena, Mauretania Sitifensis, Mauretania Caesariensis, Numidia miliziana, Numidia cirtense, Tripolitania.                                                             |
| Cesare d'Occidente (capitale Treviri)  | Diocesi delle Britannie | Maxima Caesariensis, Britannia I, Britannia II, Flavia Caesariensis. |
| Cesare d'Occidente (capitale Treviri)  | Diocesi delle Gallie    | Lugdunense I, Lugdunense II, Belgica I, Belgica II, Germania I, Germania II, Alpi Pennine e Graie, Sequania.                                                                                            |
| Cesare d'Occidente (capitale Treviri)  | Diocesi di Vienne       | Viennense, Alpi Marittime, Aquitanica I, Aquitanica II, Novempopulana, Narbonense I, Narbonense II. |
| Cesare d'Occidente (capitale Treviri)  | Diocesi delle Spagne    | Betica, Cartaginense, Tarraconense, Galizia, Lusitania, Mauretania Tingitana. |

## Da Costantino a Teodosio
Anche se venne abolito il titolo di Cesare, le quattro suddivisioni amministrative vennero restaurate nel 318 dall'Imperatore Costantino I, nella forma di prefetture del pretorio, i cui prefetti cambiavano frequentemente. Costantino creò anche una seconda capitale, Nova Roma (che presto cambiò nome in Costantinopoli), che divenne la Capitale della parte orientale dell'Impero. In Italia Roma cessò di essere residenza imperiale, che venne spostata prima a Mediolanum (Milano) e poi a Ravenna. Nel IV secolo, la struttura amministrativa dell'Impero venne modificata più volte. Le Province e le diocesi vennero divise per formarne di nuove, la prefettura del pretorio dell'Illirico venne abolita e ricostituita. Con la morte di Teodosio I nel 395, l'Impero venne diviso definitivamente in due parti: l'Impero romano d'Occidente e l'Impero romano d'Oriente.
La nuova organizzazione comprese ora 13 diocesi, di cui 6 in Occidente e 7 in Oriente.
| Prefetture del Pretorio               | Diocesi                          | Province (all'epoca di Teodosio I) |
| ------------------------------------- | -------------------------------- | --- |
| Oriente                               |                                  | |
| Prefettura del pretorio d'Oriente     | Diocesi d'Egitto                 | Egitto, Augustamnica, Arcadia d'Egitto, Tebaide, Libia superiore, Libia inferiore. |
| Prefettura del pretorio d'Oriente     | Diocesi d'Oriente                | Cilicia I, Cilicia II, Isauria, Cipro, Siria, Siria Salutare, Siria Eufratense, Osroene, Mesopotamia, Fenicia, Fenicia Libanese, Palestina I, Palestina II, Palestina Salutare, Arabia.                                                                        |
| Prefettura del pretorio d'Oriente     | Diocesi del Ponto                | Bitinia, Galazia I, Galazia II Salutare, Paflagonia, Onoriade, Cappadocia I, Cappadocia II, Elenoponto, Ponto Polemoniaco, Armenia I, Armenia II. |
| Prefettura del pretorio d'Oriente     | Diocesi d'Asia                   | Asia, Ellesponto, Panfilia, Caria, Lidia, Licia, Licaonia, Pisidia, Frigia Pacaziana, Frigia Salutare, Insulae. |
| Prefettura del pretorio d'Oriente     | Diocesi di Tracia                | Europa, Tracia, Emimonto, Rodope, Mesia II, Scizia. |
| Prefettura del pretorio dell'Illirico | Diocesi di Dacia                 | Dacia mediterranea, Mesia I, Prevalitana, Dardania, Dacia ripense. |
| Prefettura del pretorio dell'Illirico | Diocesi di Macedonia             | Macedonia I, Macedonia II Salutare, Tessaglia, Epiro vecchio, Epiro nuovo, Acaia, Creta. |
| Occidente                             |                                  | |
| Prefettura del pretorio d'Italia      | Diocesi dell'Italia Annonaria    | Venezia e Istria, Alpi Cozie, Liguria, Emilia, Flaminia et Picenum Annonarium, Rezia I, Rezia II, |
| Prefettura del pretorio d'Italia      | Diocesi dell'Italia Suburbicaria | Campania, Tuscia e Umbria, Picenum Suburbicarium, Apulia et Calabria, Lucania et Bruttii, Samnium, Valeria, Sicilia, Sardegna, Corsica |
| Prefettura del pretorio d'Italia      | Diocesi dell'Illirico            | Dalmazia, Norico mediterraneo, Norico ripense, Pannonia I, Pannonia II, Savia, Valeria ripense |
| Prefettura del pretorio d'Italia      | Diocesi d'Africa                 | Africa proconsolare, Valeria Bizacena, Mauritania Sitifense, Mauritania Cesariense, Numidia, Tripolitania. |
| Prefettura del pretorio delle Gallie  | Sette province                   | Lugdunense I, Lugdunense II, Lugdunense III, Lugdunense IV Senonia, Belgica I, Belgica II, Germania I, Germania II, Alpi Pennine e Graie, Maxima Sequanorum, Viennense, Alpi Marittime, Aquitania I, Aquitania II, Novempopulana, Narbonense I, Narbonense II. |
| Prefettura del pretorio delle Gallie  | Diocesi di Spagna                | Betica, Baleari, Cartaginense, Tarraconense, Galizia, Lusitania, Mauretania Tingitana. |
| Prefettura del pretorio delle Gallie  | Diocesi di Britannia             | Maxima Caesariensis, Britannia I, Britannia II, Flavia Caesariensis, Valentia |

## La partizione tra Oriente e Occidente

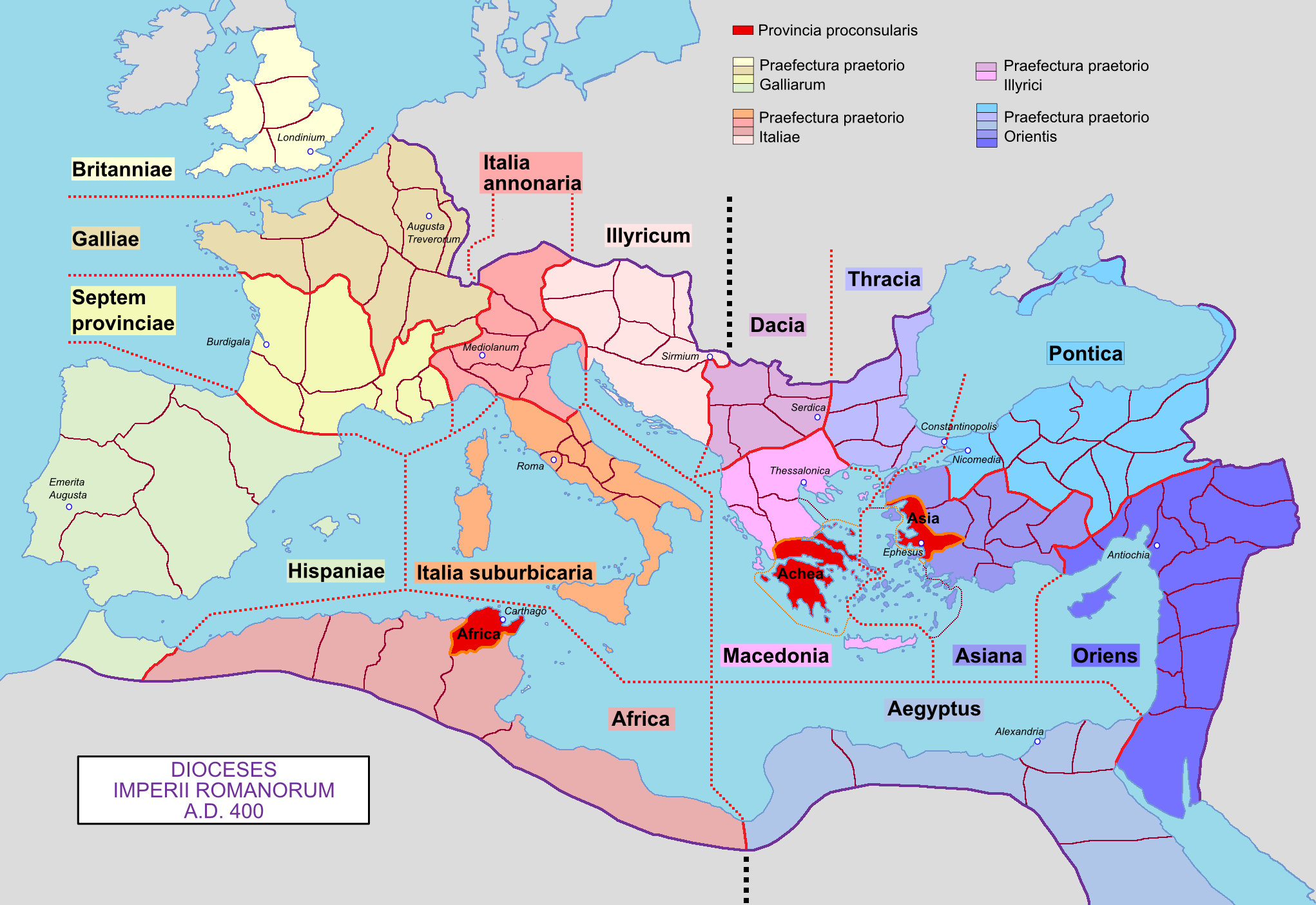
La divisione amministrativa dell'impero in prefetture e diocesi. La cartina, che riproduce la situazione alla fine del IV secolo d.C., mostra la parte occidentale dell'Illirico unita all'Italia, divisione che avvenne solo nel 395 d.C. Al tempo della tetrarchia, l'Illirico non era diviso.

### Tra IV e V secolo
Nel 395, alla morte dell'imperatore Teodosio I, l'Impero venne diviso in due metà: l'Impero romano d'Oriente, affidata al figlio maggiore Arcadio, e l'Impero romano d'Occidente, affidata al figlio minore Onorio. Tuttavia, essendo la metà orientale del mondo romano prevalentemente di lingua greca, in quelle aree le province assunsero il nome greco di eparchie. A seguito delle invasioni barbariche, diversi territori romani in occidente caddero nelle mani di diversi popoli germanici (ad esempio Vandali, Visigoti e Ostrogoti) fino a che l'Impero d'Occidente cadde definitivamente nel 476, a seguito della deposizione di Romolo Augustolo. I conquistatori non introdussero grandi cambiamenti nell'amministrazione dei territori conquistati, anzi spesso si servirono dell'abilità dei romani nel gestire la burocrazia e l'amministrazione civile. Le province sottomesse dai Franchi, almeno inizialmente, continuarono a esistere anche sotto la loro dominazione, anche se, in seguito alla spartizione del regno dei Franchi tra i quattro figli di Clodoveo I, esse cessarono di esistere come unità amministrative se non in Provenza, conquistata agli Ostrogoti nel 536 e amministrata da un rector provinciae; in età merovingia le città, governate da un comes civitatis, divennero le unità amministrative di livello più alto. Sotto il regno dei Burgundi, invece, l'amministrazione provinciale romana cessò di esistere e le città divennero le unità amministrative di livello più alto. Visigoti, Vandali e Ostrogoti, invece, mantennero l'amministrazione provinciale romana fino alla caduta dei loro regni. In particolare, nel caso dell'Italia, gli Ostrogoti (come già aveva fatto in precedenza Odoacre) non solo mantennero il sistema provinciale romano, ma anche altre istituzioni amministrative, quali le diocesi e la prefettura del pretorio.

### La militarizzazione dell'amministrazione
A partire dalla riconquista di parte dei territori d'Occidente condotta da Giustiniano I, la suddivisione amministrativa fu oggetto di riforme. In particolare, tra il 534 e il 536 vennero soppresse diverse diocesi, ritenute ormai inutili dal punto di vista amministrativo. In alcune province venne meno la stretta separazione tra autorità civile e militare, a causa dello stato di guerra pressoché permanente in quelle regioni. Le necessità belliche portarono progressivamente all'accentramento dei poteri da parte delle autorità militari che finirono con l'esautorare le loro controparti civili, ma ciò non portò, almeno inizialmente, all'abolizione delle province, che continuarono a esistere fino al IX secolo.
In Italia e in Africa, la nuova situazione divenne definitiva a seguito della conquista longobarda di gran parte dell'Italia, che portò alla sostituzione delle prefetture del pretorio con gli esarcati, affidati a un comandante militare detto esarca. Le province vennero progressivamente trasformate in ducati, che vennero amministrati da comandanti militari che prendevano il nome di duchi. Si trattò tuttavia non di una riforma coordinata dal governo centrale, bensì dell'esito di una prassi amministrativa empirica attuata dai comandi locali a causa delle necessità belliche. In realtà, almeno fino alla metà del VII secolo, negli esarcati le autorità civili non scomparvero: l'epistolario di papa Gregorio I attesta ancora a fine VI secolo l'esistenza dei prefetti del pretorio d'Italia e d'Africa, dei due vicarii italici (definiti agentes vices) e dei governatori provinciali. Essi di fatto erano subordinati all'autorità militare, «un fenomeno d'altronde già in atto durante l'epoca giustinianea e inevitabile conseguenza della preminenza delle necessità militari in una regione [...] soggetta a uno stato di guerra pressoché permanente».
Nel VII secolo le mutilazioni territoriali subite sotto il regno di Eraclio I, con la perdita definitiva di Siria ed Egitto, conquistate dagli Arabi, e l'occupazione delle province dell'Illirico da parte degli Slavi, comportarono la militarizzazione dell'amministrazione anche nelle residue province orientali in Anatolia, dove sorsero i primi themata (o temi), circoscrizioni difese da soldati-contadini locali (stratioti) e governate da un comandante militare noto come strategos. L'istituzione dei themata provocò la graduale scomparsa delle prefetture dell'Oriente e dell'Illirico, ma le vecchie province, governate da eparchi, continuarono a esistere fino al IX secolo, formando raggruppamenti simili alle vecchie diocesi amministrati dal proconsole del tema.